# 조선민주주의인민공화국의 관광

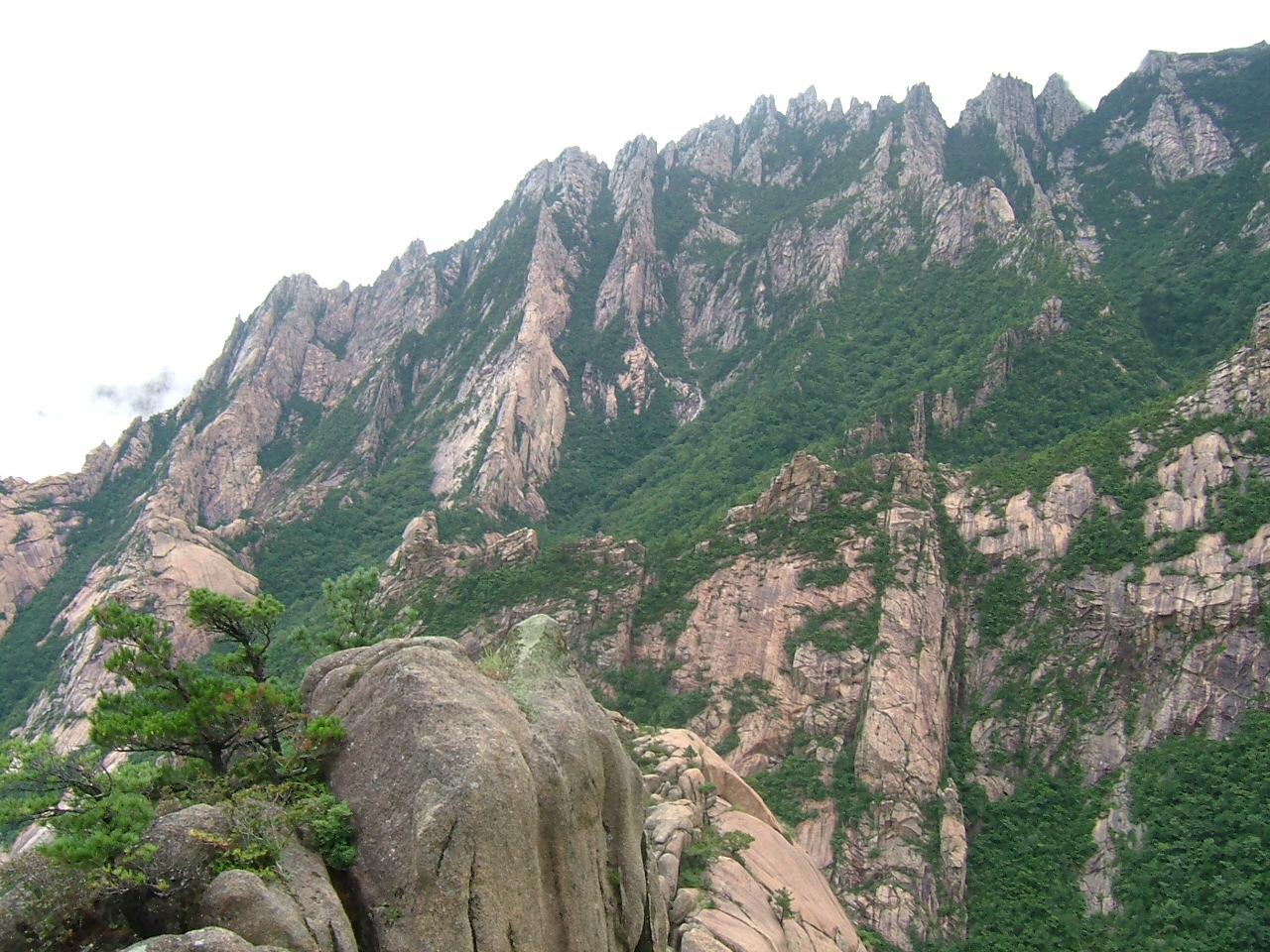
금강산

북한의 관광은 북한 정부에 의해 엄격하게 통제된다. 모든 관광은 조선국제관광총국(KITC), 조선국제스포츠관광총국(KISTC), 조선국제태권도관광총국(KITTC), 조선국제청년여행총국(KIYTC) 등 여러 국영 관광국 중 한 곳에서 주관한다. 관광객의 대부분은 중국인이며, 2019년 한 추산에 따르면 전년도에 최대 12만 명의 중국인 관광객이 북한을 방문한 반면, 서방 국가에서는 5천 명 미만이 북한을 방문한 것으로 나타났다.
북한의 코로나19 대유행으로 인한 위협에 대응하여 북한은 2020년 1월 22일 외국인 관광객에게 국경을 폐쇄했다. 2021년 4월 8일까지 관광 재개가 허용되지 않았으며 경제적 손실은 최소 미화 1억 7,500만 달러로 추정된다.

## 제한 및 경고 사항
외국인 관광객과 현지인 간의 상호 작용은 역사적으로 엄격하게 통제되었다. 2013년 1월 기준, 외국인은 평양 공항에서 SIM 카드를 구입할 수 있으며 국제 전화를 쓸 수 있다.
주조 스웨덴 대사관은 북한 국가와 지도자, 국기, 지도자의 초상화, 선전 포스터 등과 같은 상징물에 대한 경멸은 북한 당국에 의해 매우 불쾌한 행위로 간주된다는 점을 강조한다. 파괴적인 행동에 대한 관용 수준은 미미하며 장기 투옥 또는 고된 노동으로 이어질 수 있다.
2017년 2월 1일, 미국은 미국 시민들에게 여행경보를 발령하여 방문 예정자들에게 북한에서의 이전 만남과 위험에 대해 경고하기도 했다.
2017년 9월 1일부터 미국 국무부는 북한 여행에 미국 여권(특별 유효기간이 있는 여권 제외)을 사용하는 것을 금지했다. 이는 미국 또는 기타 국가에서 체포 사유가 될 수 있다. 미 국무부는 또한 북한 당국이 미국 시민을 혐의 없이 구금하고 출국을 허용하지 않고 있다는 보고를 받았다고 밝혔다. 북한은 단체 여행에 참여한 미국 시민을 구금하기도 했다.

## 가이드 투어
관광객 가이드 투어는 필수로 되어 있다. 북한은 2013년 12월부터 겨울철 투어도 개방하고 있다. 강원도 원산시 외곽에 있는 마식령 스키장은 2014년 초 개장했다. 예로부터 관광객의 관광범위는 평양으로 제한되어 왔지만 최근 일부 투어의 경우 나진(및 나진 시장) 및 청진 등 다른 지역으로 관광을 확대할 수 있게 되었다.
관광객들은 베이징, 심양, 상하이에서 평양으로 직항 항공편을 이용할 수 있으며, 베이징과 단둥에서 평양으로 가는 기차 서비스도 이용할 수 있다.

### 서양인 관광객

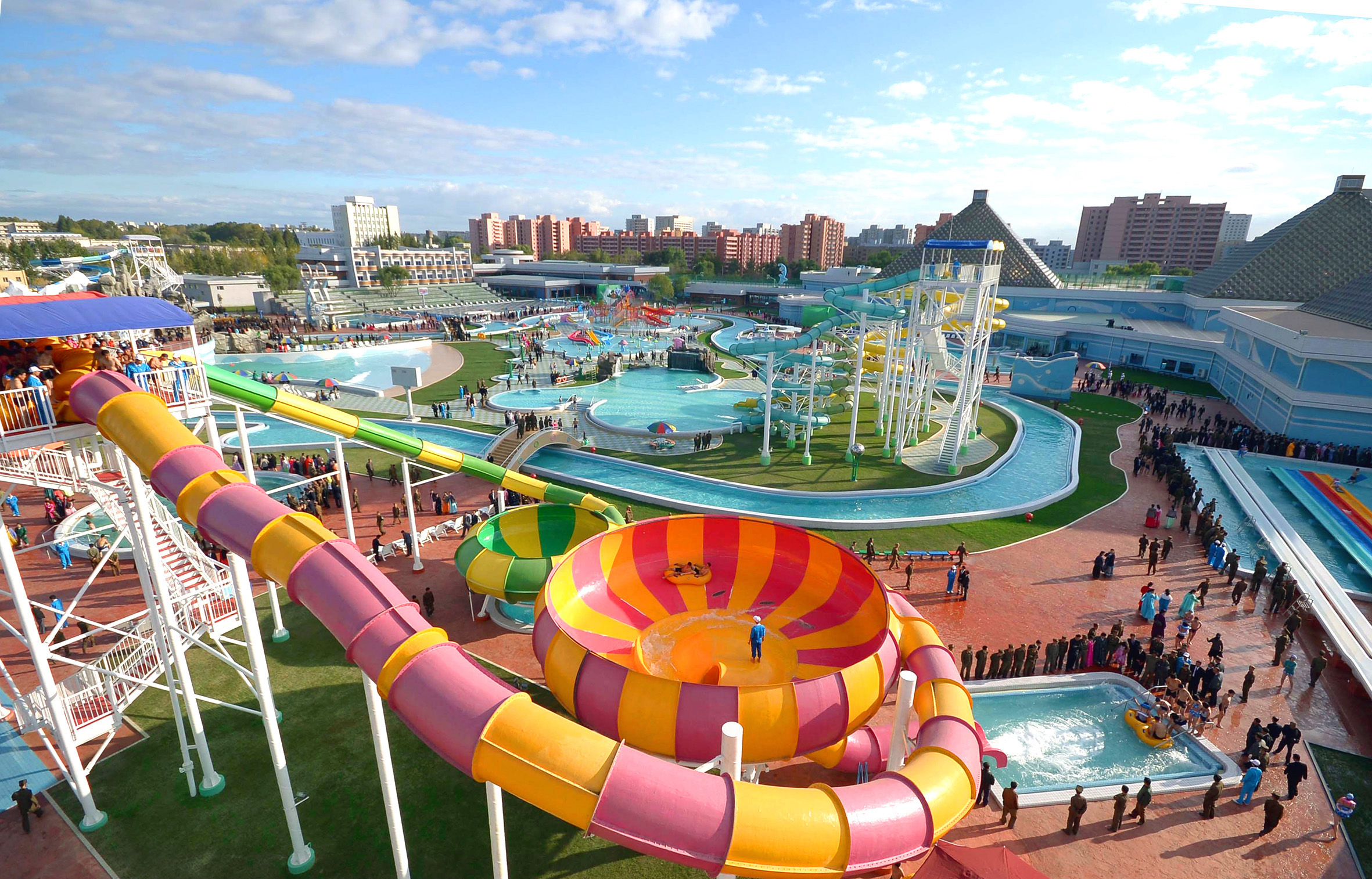
문수물놀이장

서양인의 경우 북한 여행을 도와주는 소수의 개인 여행사가 있다. 여기에는 고려 관광(김동무는 하늘을 날다와 같은 북한 지역의 탄탄한 역사로 유명), 우리관광(데니스 로드먼과 에릭 슈밋의 북한 여행으로 유명),루팡 여행사(Lupine Travel(북한 아마추어 골프 오픈으로 유명한 영국 기반 저가 여행사), 록키 로드 여행사(베를린 소재 회사), 주체 여행 서비스(영국 기반 회사) 및 KTG(소규모 그룹 및 저렴한 투어로 유명)가 포함된다. 파레일 투어((FarRail Tours)는 운행 중인 증기 기관차와 평양 지하철 투어를 제공한다.
2016년 미국 대학생 오토 웜비어는 자신의 평양 호텔 벽에서 선전 포스터를 떼어낸 혐의로 체포되어 15년형을 선고받았다. 체포 당시 웜비어는 중국에 기반을 둔 여행사 영 파이오니어 투어(YPT)와 함께 5일간의 북한 여행을 하고 있었다. 그는 나중에 석방되어 혼수상태로 미국으로 돌아갔고, 이로 인해 2017년 6월 19일 사망했다 그 결과 YPT는 위험성이 너무 크기 때문에 더 이상 미국 시민을 북한으로 데려가지 않을 것이라고 발표했다. 다른 북한 여행사들도 미국 시민권자 수용에 대한 입장을 재검토 하겠다고 발표했다. 2017년 7월, 미국 정부는 미국 시민이 더 이상 관광객으로 북한을 방문하는 것을 허용하지 않겠다고 발표했다. 여행 금지는 2017년 9월 1일부터 발효되었다. 2022년 8월 31일에 만료될 예정이었던 초기 금지 조치는 2023년 8월 31일까지 연장되었다.

### 한국인 관광객

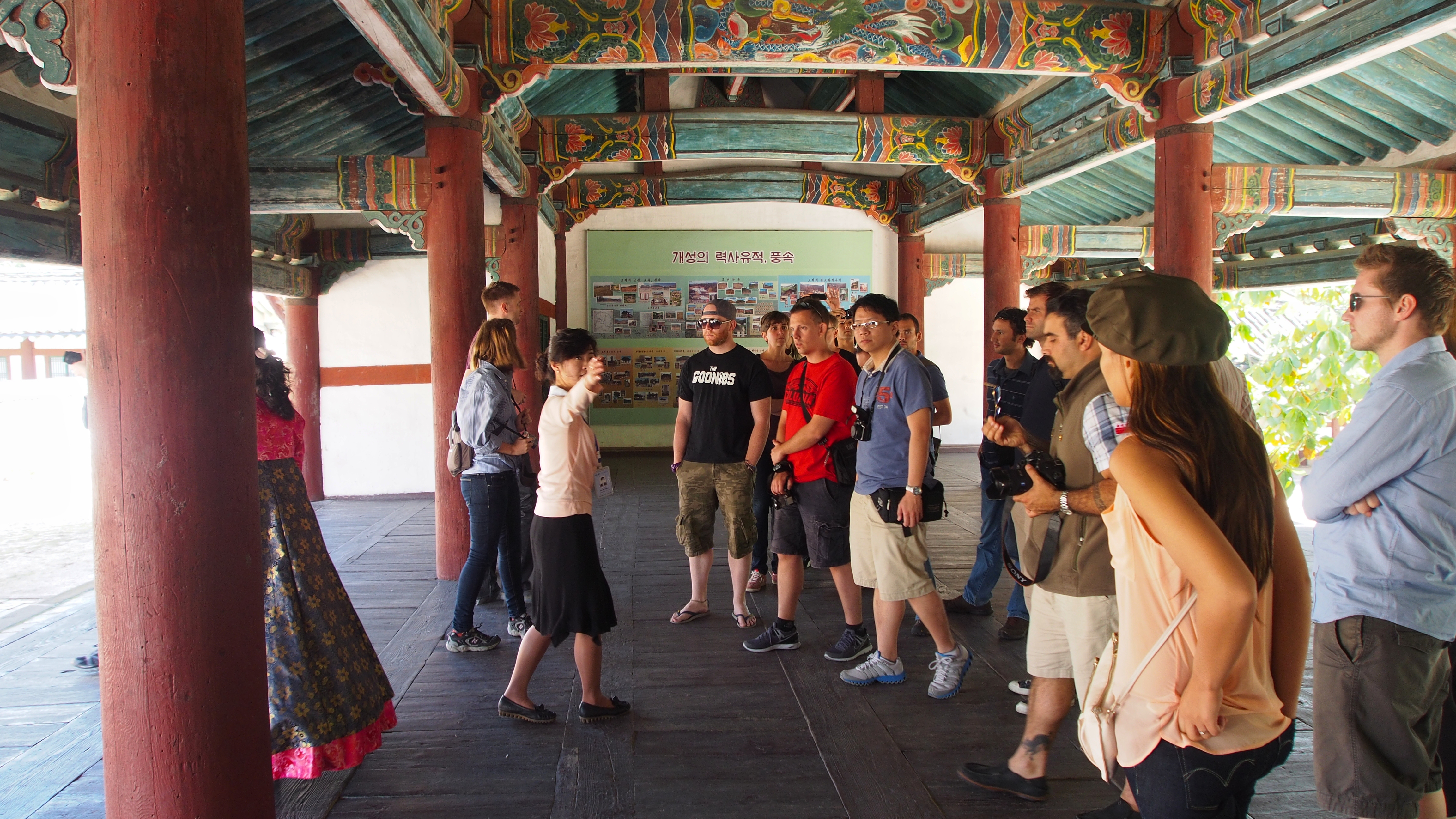
개성시 성균관 고려 박물관을 견학하는 외국인 관광객들

2002년 비무장지대에 인접한 한국의 명산 금강산 일대가 금강산국제관광특구로 지정되었다. 현대아산 등 남측 민간 기업이 관광을 운영하였으며 매년 수천 명의 한국인이 방문할 정도로 성황을 이루었으나, 2008년 말 금강산 관광객 피격 사망 사건으로 관광이 전면 중단되었다. . 2010년 5월까지 관광이 재개되지 않자 북한은 일방적으로 남한의 부동산 자산을 몰수하겠다고 밝혔다.

개성 관광은 2008년 12월 대북전단과 관련된 남북한의 갈등으로 중단되었다. 김정일과 북한 정권에 대한 비판이 담긴 전단지 풍선이 군사분계선 바로 남쪽에서 북한으로 보내진 것인데, 북한의 대북풍선 중단 요구에 남한이 응하지 않자 북한은 개성관광을 중단했다. 개성 관광은 2010년 4월에 재개되었으나 천안함 침몰 이후 2010년 5월에 다시 중단되었다.

### 중국에서 출발하는 투어
2010년 4월, 중국 단둥에서 출발하는 첫 번째 관광열차가 4일간의 관광을 위해 북한을 방문했다. 그 전에는 베이징에서 평양까지 가는 국제열차가 관광열차로 이용됐다.
2011년 6월 중국인의 북한 자율주행 여행이 처음으로 허용됐다.
2013년 1월 현재 관광객들은 자신의 휴대폰을 북한으로 가져올 수 있지만 북한 SIM 카드(외국인이 사용할 수 있게 됨)가 없으면 전화를 걸거나 받을 수 없다. 이전에는 외국인이 입국하기 전에 국경(또는 공항)에서 휴대전화를 반납해야 했다.
2010년에서 2011년 사이에 북한을 방문한 중국인 관광객의 수는 70% 감소했다. 한 중국 여행사는 외국인 관광객이 관심을 갖지 못하는 주요 원인으로 제한된 패키지 수와 여행 가능한 지역에 대한 제한을 꼽았다. 중국 여행은 수도 평양과 금강산만 가능하다.
중국 두만에서 남양, 칠보산 절 등 중국 쪽에서 접근할 수 있는 곳이 다양하다. 2011년에는 두만-한국 열차 서비스가 시작될 예정이었다.
북한 주민들에게 도박은 금지되어 있지만 북한에는 중국 관광 시장을 위한 두 개의 카지노가 존재한다. 라선 임페리얼 호텔 & 카지노와 평양 양각도국제호텔의 평양 카지노이다.
2016년 북한 정부는 중국인 관광객의 북한 체류를 최대 6개월까지 허용했다.

## 비자

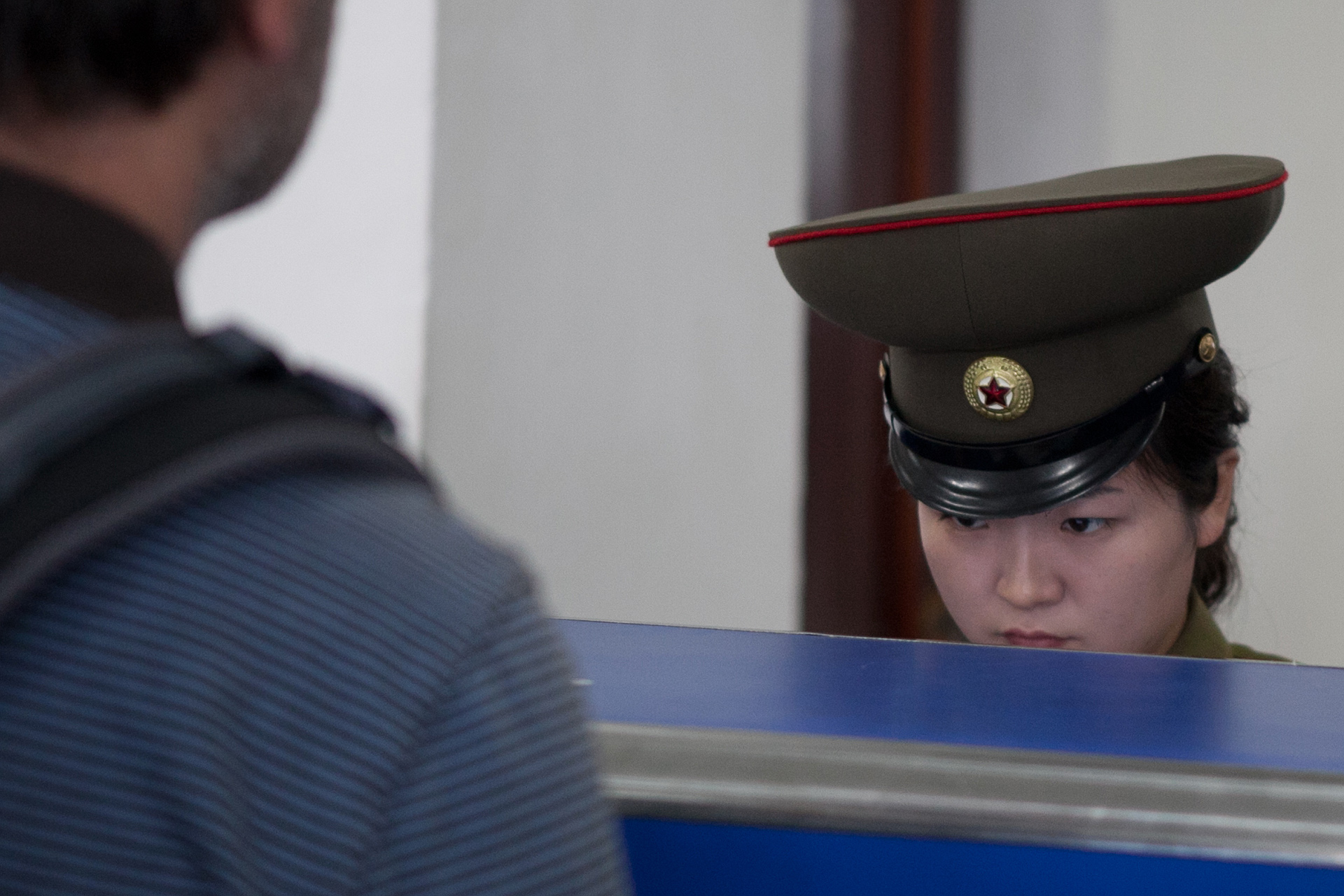
평양순안국제공항을 통한 북한 입국

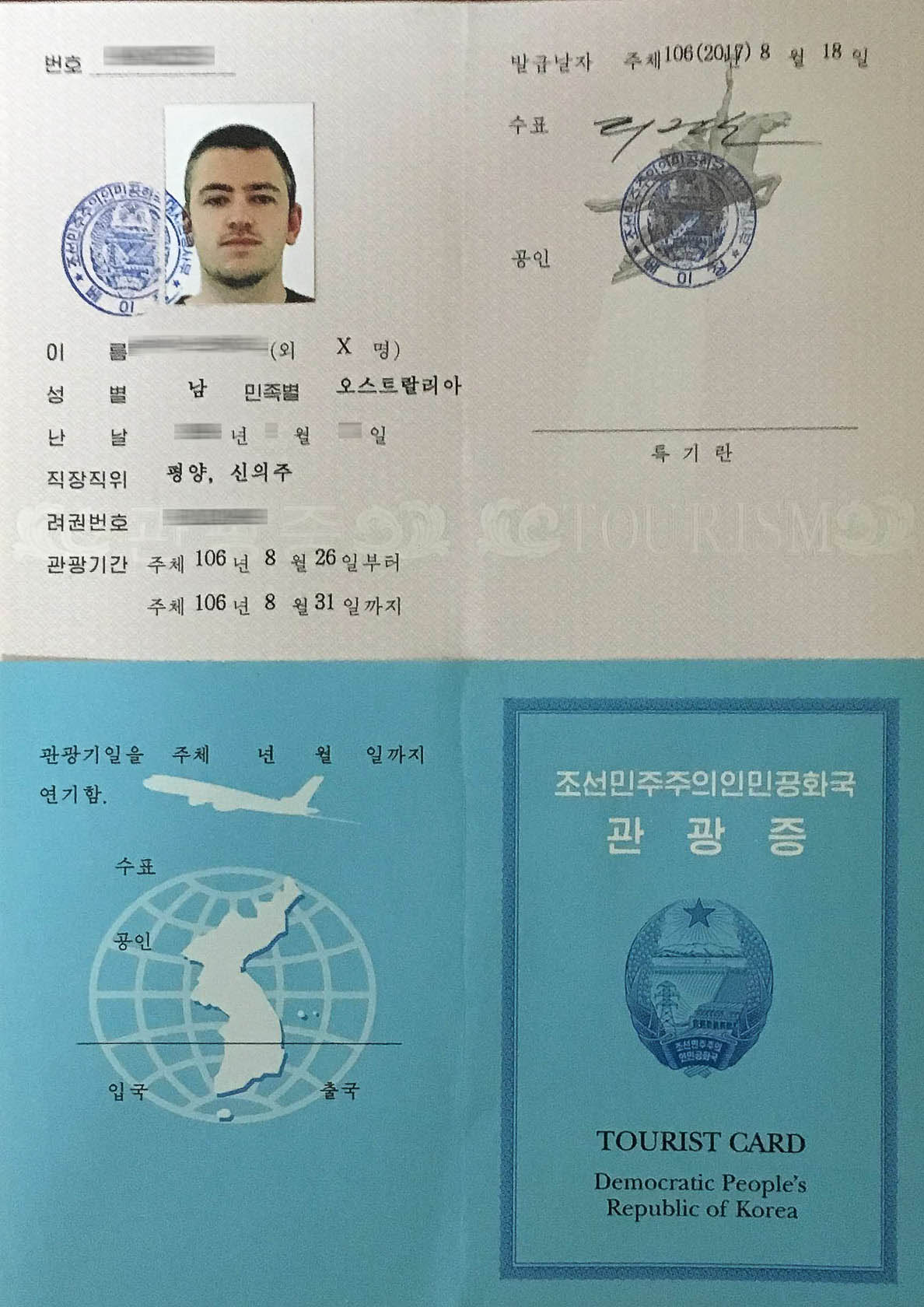
관광 카드 형태의 북한 관광 비자

원칙적으로 모든 사람이 북한을 여행할 수 있다. 하지만 한국인과 언론인은 대부분 거부된다. 일부 언론인에게는 몇 가지 예외가 있다. 예를 들어, 크로아티아 언론인들은 2012년 6월에 특별 출입이 가능했지만 그들의 전화기는 압수되어 그들이 떠날 때 반환되었고 특별 여행 가이드가 동행했다.
여행사는 행정 절차를 통해 방문 예정자를 돕게 된다. 관광 비자는 일반적으로 "관광증"  및 한글과 영문으로 국명(조선민주주의인민공화국)이 표기되어 있으며, 여권 대신 북한 세관에서 찍는 도장이다. 여행 증명서는 출국할 때 가져간다. 관광 비자는 요청 시 방문자의 여권에 인증된 스티커 형태로 발급될 수도 있다. 그러나 이것은 방문자의 모국에 북한의 외교 대표가 있는 경우에만 가능하다. 방문객은 가이드 없이 지정된 관광 지역을 벗어나 여행할 수 없다.
2010년 이전에는 미국 여권을 소지한 관광객은 아리랑 축제 매스 게임 기간을 제외하고는 비자가 발급되지 않았다. 미국 시민권자, 언론인 및 기타 국가의 시민도 조선친선협회 및 조선 교류의 회원으로 입국할 수 있는 특별 허가를 받았다. 남한 시민이 북한에 입국하려면 양국 정부의 특별 허가가 필요하며, 일반적으로 남한인을 위해 지정된 특별 관광 지역을 제외하고는 일반 관광 허가가 부여되지 않는다.
2017년 2월 두 시민에 대한 면제가 취소되었지만 싱가포르와 말레이시아 시민만 비자 없이 일반 여권으로 북한에 입국할 수 있었다.

## 같이 보기
- 조선민주주의인민공화국의 호텔 목록
- 평양시의 관광지 목록
- 마식령스키장
- 문수워터파크
- 중앙동물원
- 북한의 선전
- 국가관광안내총국

## 관련 문헌
- Jong Hwa Sun (2017). 《Understanding Korea: Tourism & Investment》 (PDF). Understanding Korea 8. Pyongyang: Foreign Languages Publishing House. ISBN 978-9946-0-1560-6. 2017년 8월 12일에 원본 문서 (PDF)에서 보존된 문서.
- Ouellette, Dean J. (2016). “The Tourism of North Korea in the Kim Jong-un Era: Propaganda, Profitmaking, and Possibilities for Engagement”. 《Pacific Focus》 31 (3): 421–451. doi:10.1111/pafo.12084. ISSN 1225-4657.
- Willoughby, Robert (2014). 《North Korea: The Bradt Travel Guide》 Thi판. Chalfront: Bradt Travel Guides. ISBN 978-1-84162-476-1.